# Levipalpus hepatariella
Levipalpus hepatariella is een vlinder uit de familie grasmineermotten (Elachistidae). De wetenschappelijke naam is voor het eerst geldig gepubliceerd in 1846 door Lienig en Zeller.
De soort komt voor in Europa.